# 오작교 작전
오작교 작전은 1967년 3월 8일 ~ 4월 18일 베트남 푸옌 성에서 수도사단 (맹호부대), 제9보병사단 (백마부대) 예하 대대들이 벌인 협공 작전이다.

## 개요
1967년 수도사단 (맹호부대)은 꾸이뇬 (Qui Nhon)에 주둔하고 있었고 제9보병사단 (백마부대)은 뚜이호아 (Tuy Hòa)에 주둔하고 있었다.
이 두 지역을 잇는 1번 국도는 베트남의 남북을 관통하는 핵심 교통로로서 물자의 운송과 군사작전에 매우 중요한 도로였으며 그렇기 때문에 1966년부터 미국의 제101공수사단이 이 1번 국도를 장악하기 위해 작전을 벌였으나 성공하지 못했다.
그러나 수도사단 (맹호부대)과 제9보병사단 (백마부대)가 [1967년]] 3월 8일 ~ 4월 18일 동안 각기 서로를 향해 남북으로 진격하는 방식을 통해 두 지역을 잇는 1번 국도를 장악하는 데 성공하였다.
이 작전은 견우와 직녀가 만나듯이 맹호부대와 백마부대가 중간에 만나도록 계획되었기 때문에‘오작교 작전’이라고 불렸다.

## 사상자
오작교 작전에서 국군은 35명의 전사자와 130여 명의 부상자가 발생하였고 북베트남군은 900여 명이 전사하고 400여 명이 포로가 되었다고 알려져 있다.

## 평가
오작교 작전은 베트남 전쟁에서 최초로 실시한 국군의 군단급 작전으로 큰 성과를 거둔 성공적인 작전으로 평가받았다.

## 같이 보기
- 홍길동 작전

## 첨부 자료
- 베트남전쟁 오작교·홍길동작전의 포상과 교훈 - 한국보훈학회